# Itabiomyia fulvescens
Itabiomyia fulvescens là một loài ruồi trong họ Tachinidae.